# 航空機の登録
航空機の登録（こうくうきのとうろく）とは、国際民間航空条約（シカゴ条約）や国内法に基づき航空機の国籍（後述の狭義の国籍）の取得や所有者の公示などのために行われる航空機の登録をいう。

## シカゴ条約
航空機の国籍には広義の国籍と狭義の国籍がある。広義の国籍には自国の国籍を有する航空機に対して場所を問わず管轄権を有する効果と、その国の領土の延長のような性質を帯びる効果をもつ。
広義の国籍は国際民間航空条約（シカゴ条約）の登録の有無を問わないが、国際民間航空条約（シカゴ条約）に定める各国の登録（いずれか一国で登録）を受けることで狭義の国籍を取得し、シカゴ条約に定める保障や特権、義務の対象となる。狭義の国籍の詳細は国際民間航空条約に定められている。

### 条約上の登録
国際民間航空条約第17条は航空機は登録を受けた国の国籍を有すると定め（登録国主義）、第18条は二以上の国での二重登録を禁止する。また、第19条は航空機の登録や変更は締約国が定める法律に従って行わなければならないと定める。

### 国籍と登録記号の標示
国際民間航空条約第20条は国際航空に従事するすべての航空機は適正な国籍と登録記号の標示を要するとする。シカゴ条約第7附属書で国籍及び登録の記号の標示の方法（位置や大きさ、文字の形式）、登録簿の維持、登録証明書の様式を定める。

## 日本における航空機の登録
日本における航空機の登録には航空法に基づく登録と航空機抵当法に基づく登録があり、航空法に基づく登録は航空機の国籍の取得と所有者の公示、航空機抵当法に基づく登録は航空機の抵当権の公示の制度である。以下では航空法に基づく登録について述べる。
航空法に基づく登録は航空法3条に基づき国土交通大臣（実際には国土航空省航空局総務課の担当官）が行う航空機登録原簿への航空機の登録をいう。
日本にある航空機を飛行させる場合には、耐空証明を受けなければならないが、それには原則として日本の国籍を有する航空機でなければならない。そのためには、必ず航空機登録原簿への登録を受ける必要がある（航空法3条の2）。
申請のうえ新規登録を受けた場合には航空機登録証明書が交付され航空機の種類及び型式･航空機の製造者･その航空機の製造番号･航空機の定置場･その航空機の登録番号（機体記号）･申請人の氏名又は名称及び住所･登録の原因と日付･登録の目的が記載される。

### 国籍と登録記号の打刻
新規登録を受けた航空機は、国土交通大臣の指定する期日までに「国土交通省」と「国籍および登録記号」を表示する打刻を航空機のかまち（構造部分のうち強度的に丈夫な場所）に行い呈示しなければならず、また航空機の登録手続きが終わると、航空機登録証明書に記載されている国籍記号･航空機の登録番号･申請人の氏名又は名称及び住所を打刻した耐火性材料の識別板を航空機の出入口の見やすい場所に取り付けなければならない。

### 国籍記号と登録記号の表示
登録した航空機が飛行する場合には国籍記号及び登録記号の表示をしなければならず、国籍記号は装飾体でないローマ字の大文字JA、登録記号は装飾体でない四個のアラビア数字又はローマ字の大文字で表示して、耐久性を保持する方法で、鮮明に表示しなければならない。

飛行機の場合での表示方法とその場所は。
- 主翼では右最上面･左最下面に表示して、主翼の前縁及び後縁より等距離に配置して、国籍記号と登録記号の頂は主翼前縁に向ける。
- 尾翼では垂直尾翼（垂直安定板）の最外側面に表示して、各尾翼の各縁から5cm以上離して表示する。
- 胴体では主翼と尾翼の間にある胴体の最外側面に表示して水平尾翼（水平安定板）の前縁の直前に配置する。

回転翼航空機の場合での表示方法とその場所は。
- 胴体底面と胴体側面に表示する。

### 変更登録・移転登録・抹消登録
登録されている航空機の所有者の氏名及び名称と定置場の変更があった場合には事由があった日から15日以内に変更の申請を行わなければならない。また登録されている航空機が以下の事情になった場合には事由があった日から15日以内に抹消登録の申請をしなければならない。
- 登録航空機が滅失して又は登録航空機の解体（整備・改造・輸送又は保管のためにする解体を除く）をした場合。
- 登録航空機の存否が2ヶ月以上不明になった場合。
- 登録航空機の所有者が日本国籍を有しない人や外国又は外国の公共団又は法人に変更になった場合（日本では登録できない）。

なお、登録航空機が航空の用に供しなくなった場合（解体などを伴わない）の抹消登録は任意である。
登録を受けた飛行機と回転翼航空機については、登録（変更登録・移転登録・抹消登録）が所有権の得喪および変更の対抗要件にもなっている（航空法3条の3）。船舶においては行政上の登録と対抗要件としての登記が区別されている（二元主義）のとは異なり、行政上の登録が対抗要件としての登録を兼ねる制度となってる（一元主義）。